# Caroline Beil
Caroline Beil (Hambourg, 3 novembre 1966) est une actrice, présentatrice, mannequin et chanteuse allemande. 

## Filmographie

### Télévision
- 2008 : Sacrée Famille
- 2007 – 2008 : Le Tourbillon de l’amour